# Élyséepalatset

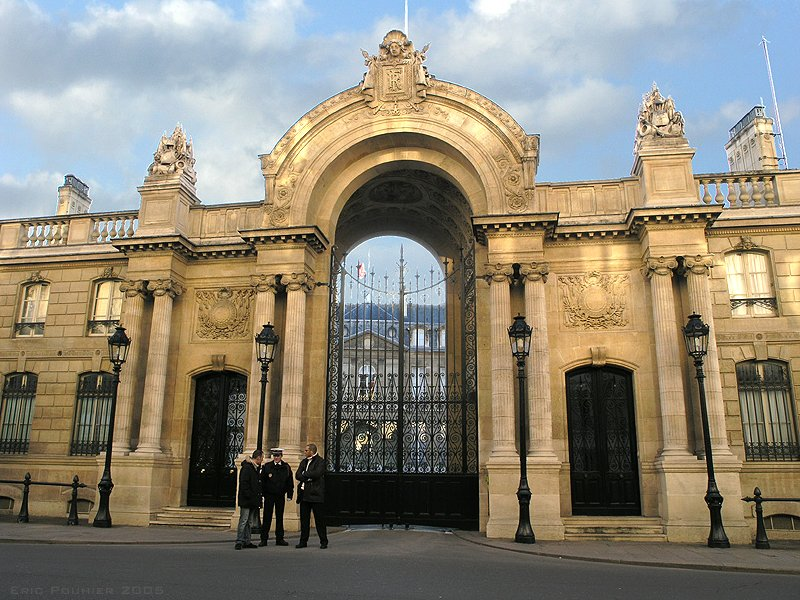
Ingången till Élyséepalatset.

Élyséepalatset (franska: Palais de l'Élysée), med adress Rue du Faubourg-Saint-Honoré 55 i Paris, i närheten av Champs-Élysées, är den franske presidentens officiella residens.

## Historia
Élyséepalatset uppfördes mellan 1718 och 1722 av arkitekterna Armand-Claude Mollet och Jean Cailleteau för Louis Henri de La Tour d'Auvergne, greve av Evreux, och var länge känt som Hotel d'Evreux. Vid Evreuxs död inköptes det 1753 av Ludvig XV, som gav det i gåva till Madame de Pompadour. År 1773 köptes det av bankiren Nicolas Beaujon, som delvis byggde om det i ny design av Étienne-Louis Boullée. Den kungliga hertiginnan Bathilde av Orléans köpte det 1787 och lät anlägga en praktfull park omkring slottet. Under franska revolutionen hyrdes det ut och öppnades för allmänheten. 
År 1808 köptes palatset av kejsar Napoleon I, och det är efter honom det har fått sitt senare namn, då det under hans tid som ägare kallades Élysée-Napoleon. Det var i detta palats Napoleon undertecknade sin sista abdikation 1815. Vid Napoleons fall återlämnades det till Bathilde av Orléans, som i sin tur sålde det till Ludvig XVIII.
Élyséepalatset blev officiellt residens för Frankrikes president under den andra republiken år 1848.
Här skrevs Élysée-fördraget under den 22 januari 1963 av president Charles de Gaulle och Västtysklands förbundskansler Konrad Adenauer.

## Översiktskarta

Karta över Élyséepalatset.

## Bildgalleri

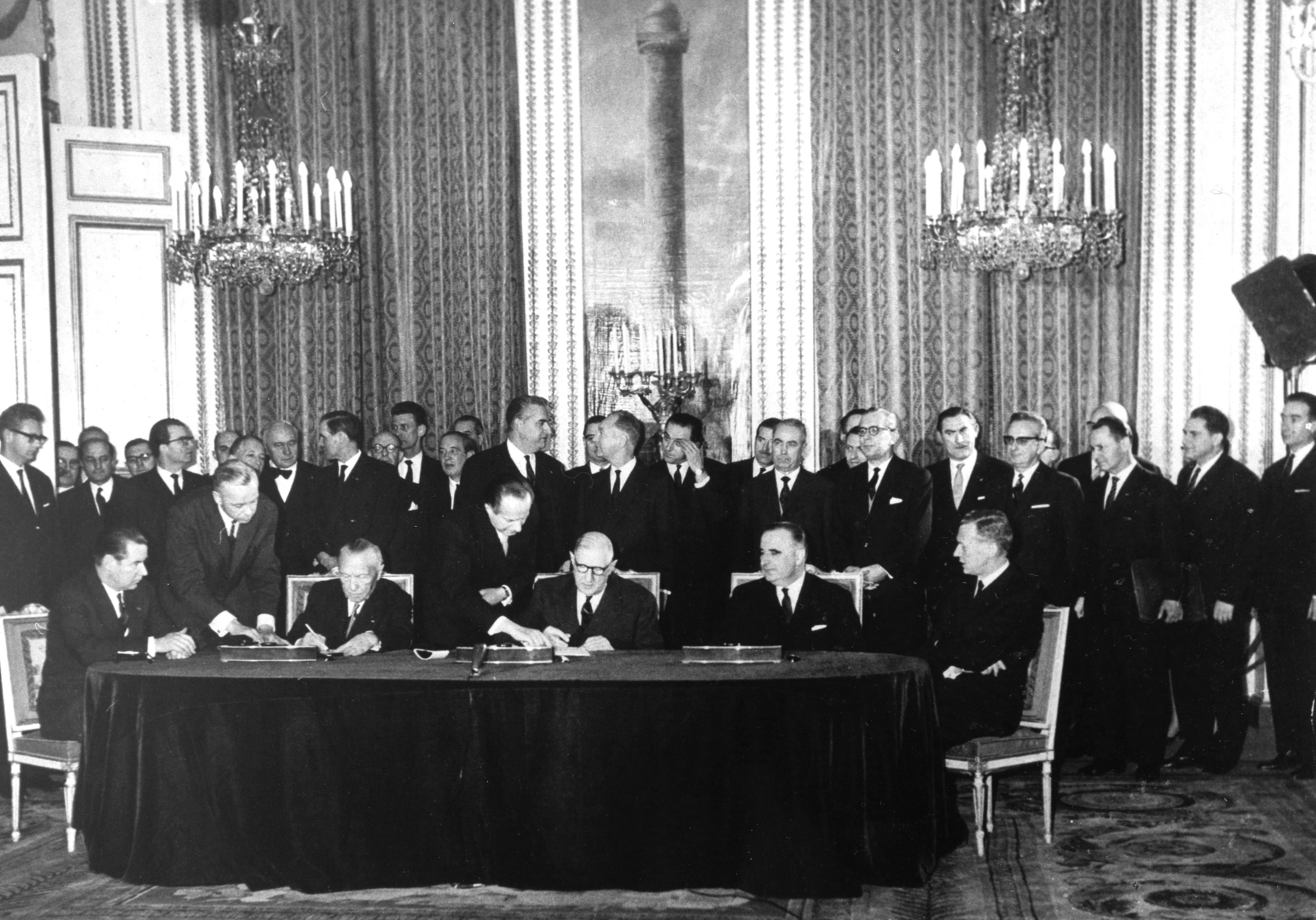
Undertecknandet av Élysée-fördraget 22 januari 1963 i Salon Murat.
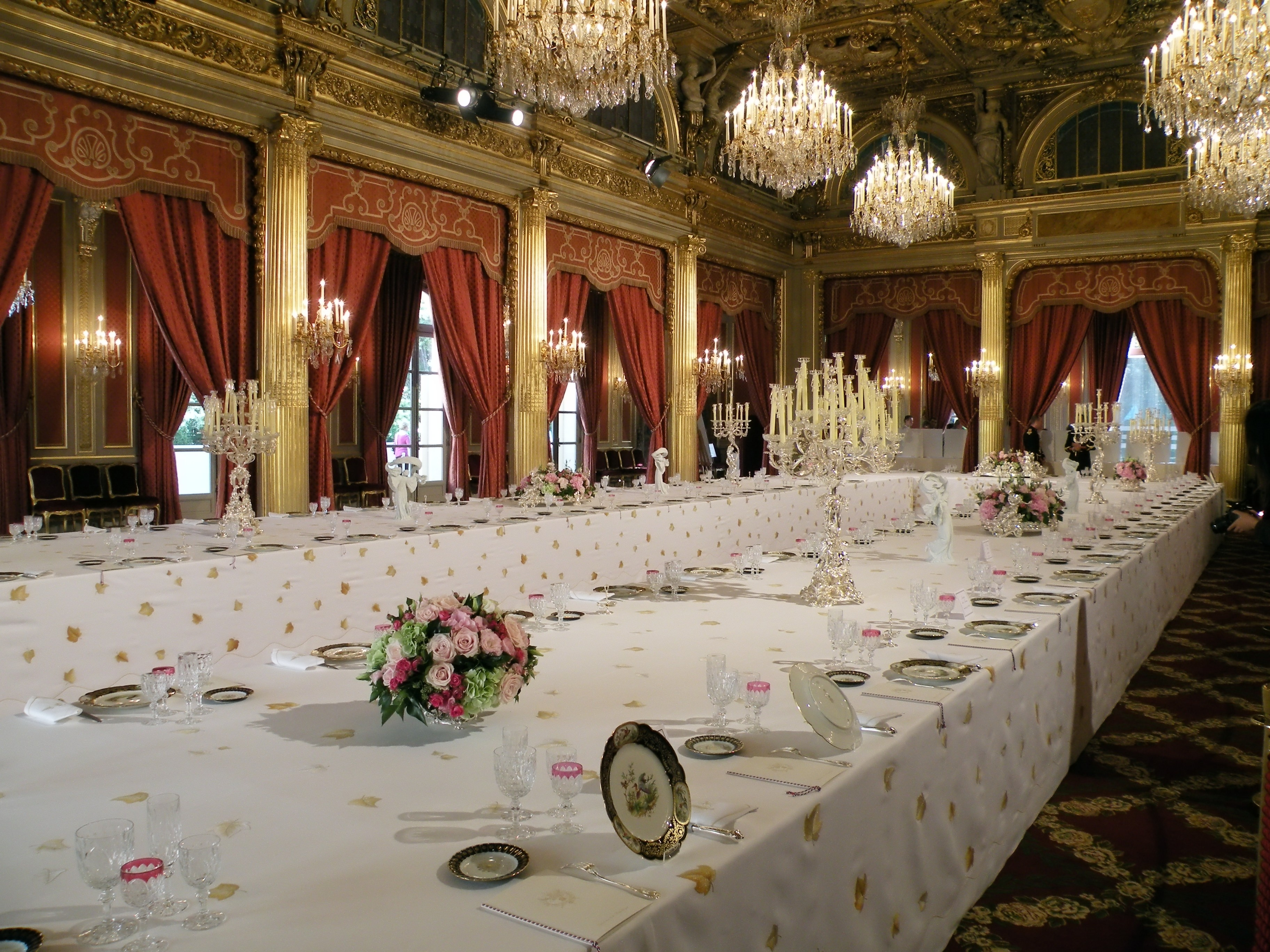
Festsalen (Salle des fêtes) uppförd 1889.
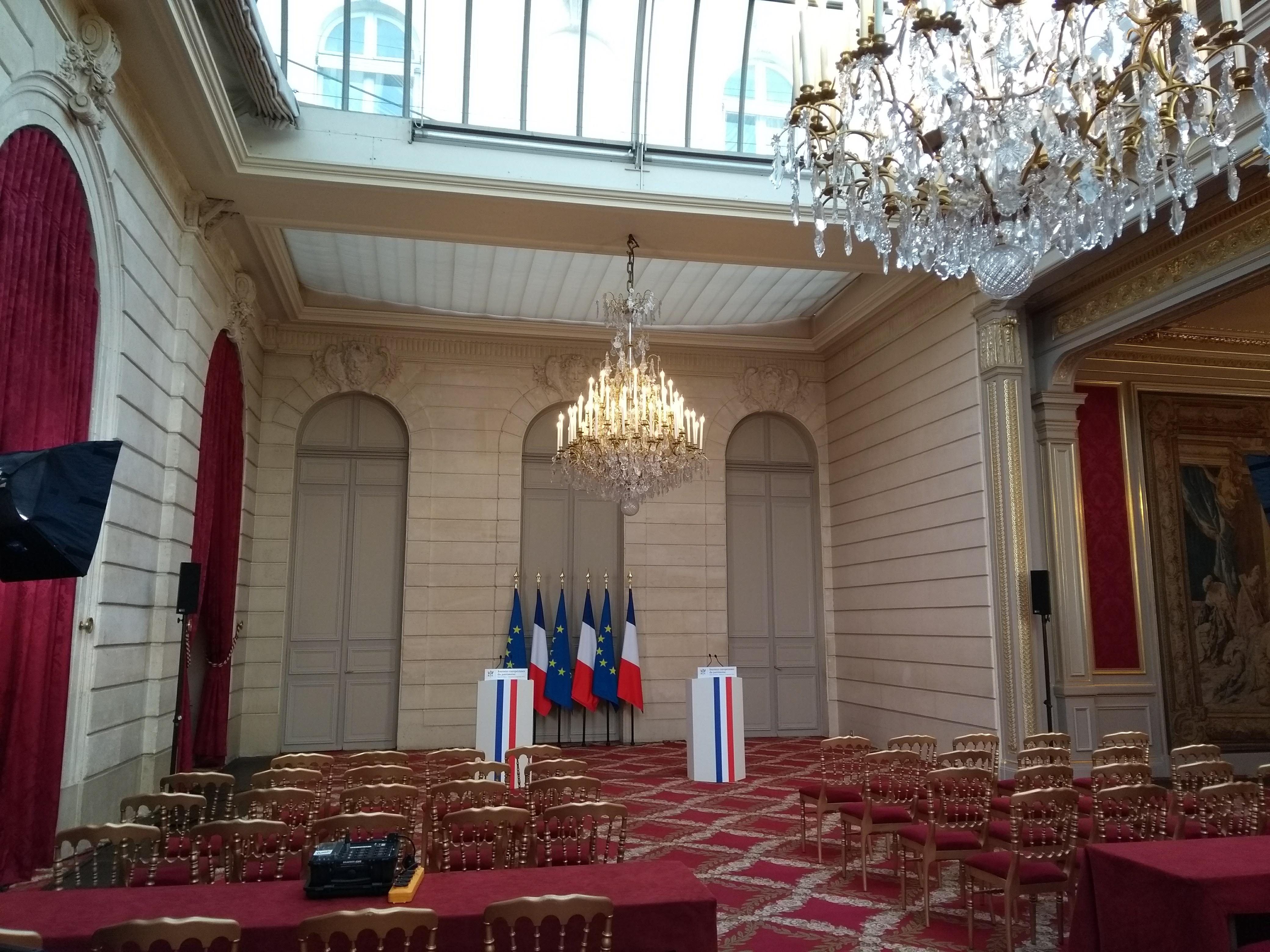
Vinterträdgården (Jardin d'hiver).
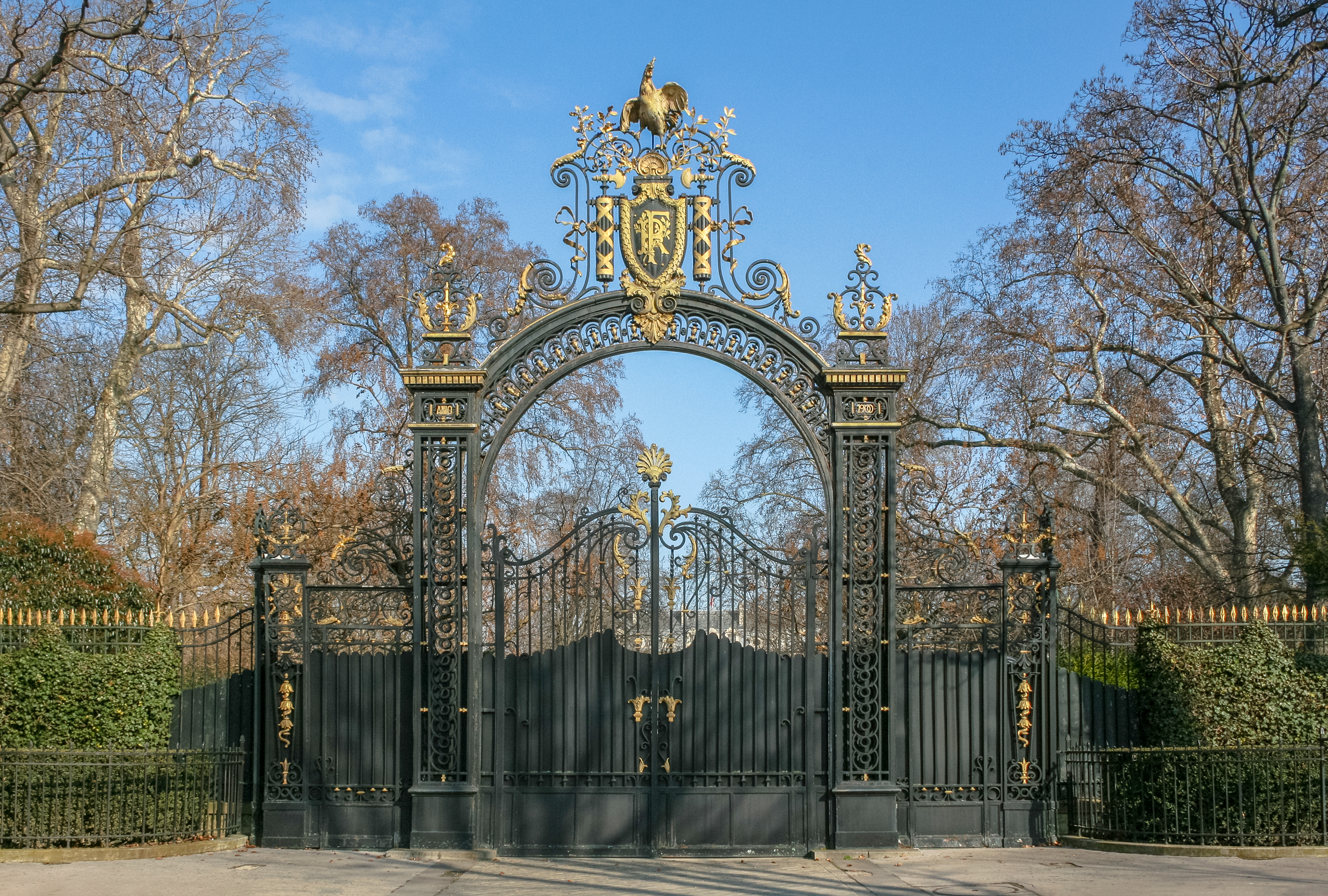
Entrén från trädgården med tuppen.